# Unión Deportiva Las Palmas 2009-2010

## Rosa
| N. |                      | Ruolo | Calciatore       |
| -- | -------------------- | ----- | ---------------- |
| 1  | Argentina (bandiera) | P     | Fabián Assmann   |
| 2  | Francia (bandiera)   | D     | Stéphane Pignol  |
| 3  | Spagna (bandiera)    | D     | Samuel           |
| 4  | Uruguay (bandiera)   | D     | Andrés Lamas     |
| 5  | Spagna (bandiera)    | D     | David García     |
| 6  | Spagna (bandiera)    | C     | Josico           |
| 7  | Spagna (bandiera)    | C     | Francis Suárez   |
| 8  | Argentina (bandiera) | C     | Siro Darino      |
| 9  | Spagna (bandiera)    | A     | Marcos Márquez   |
| 10 | Spagna (bandiera)    | C     | Jorge            |
| 11 | Spagna (bandiera)    | C     | Diego León       |
| 12 | Francia (bandiera)   | D     | Grégory Béranger |
| 13 | Spagna (bandiera)    | P     | Pindado          |
| 14 | Spagna (bandiera)    | A     | Javi Guerrero    |

| N. |                      | Ruolo | Calciatore                |
| -- | -------------------- | ----- | ------------------------- |
| 15 | Spagna (bandiera)    | C     | Sergio Suárez             |
| 16 | Spagna (bandiera)    | D     | Dani López                |
| 17 | Spagna (bandiera)    | A     | Guayre                    |
| 18 | Spagna (bandiera)    | C     | Álvaro Cejudo             |
| 19 | Spagna (bandiera)    | C     | Pedro Vega                |
| 20 | Spagna (bandiera)    | C     | Miguel Ángel García Tébar |
| 21 | Spagna (bandiera)    | D     | Juanpa                    |
| 22 | Spagna (bandiera)    | C     | David González            |
| 23 | Venezuela (bandiera) | A     | Salomón Rondón            |
| 24 | Spagna (bandiera)    | C     | Pollo                     |
| 25 | Spagna (bandiera)    | A     | Saúl Berjón               |
| 26 | Spagna (bandiera)    | C     | Armiche                   |
| 30 | Spagna (bandiera)    | P     | Francisco Galán           |